# Poa sellowii
Poa sellowii är en gräsart som beskrevs av Christian Gottfried Daniel Nees von Esenbeck. Poa sellowii ingår i släktet gröen, och familjen gräs. Inga underarter finns listade i Catalogue of Life.